# Stegenagapanthia nivalis
Stegenagapanthia nivalis är en skalbaggsart som beskrevs av Holzschuh 2007. Stegenagapanthia nivalis ingår i släktet Stegenagapanthia och familjen långhorningar. Inga underarter finns listade i Catalogue of Life.